# Antichloris helus
Antichloris helus är en fjärilsart som beskrevs av Herrich-Schäffer 1856. Antichloris helus ingår i släktet Antichloris och familjen björnspinnare. Inga underarter finns listade i Catalogue of Life.